# Henri Manders
Henri Manders, detto Toon (L'Aia, 2 marzo 1960), è un ex ciclista su strada olandese.
Professionista tra il 1983 e il 1992, vinse una tappa al Tour de France.

## Carriera
Da dilettante vinse la Drielandenomloop ed il Giro di Grecia nel 1982. Passò professionista nel 1983 con la Jacky Aernoudt di Fred De Bruyne, venendo convocato per i mondiali dello stesso anno. Nel 1984 passò alla Kwantum Hallen, con cui vinse una tappa al Tour de France 1985 ed il Circuit des frontières dello stesso anno. Nel 1987 passò alla PDM, ottenendo una vittoria di tappa all'Herald Sun Tour. Dal 1988 al 1992 corse per la squadra svizzera Helvetia, vincendo una tappa all'Herald Sun Tour nel 1989. Partecipò a sette edizioni del Tour de France, una della Vuelta a España ed un campionato del mondo su strada.

## Palmarès
- 1982 (Dilettanti, due vittorie)

Drielandenomloop
Classifica generale Giro di Grecia
- 1985 (Kwantum Hallen, due vittorie)

5ª tappa Tour de France (Neufchâtel-en-Bray > Roubaix)
Circuit des frontières
- 1987 (PDM, una vittoria)

12ª tappa Herald Sun Tour
- 1989 (Helvetia, una vittoria)

10ª tappa Herald Sun Tour

### Altri successi
- 1985

Kermesse di Deurne
- 1986

Kermesse di Pietrain
- 1987

Kermesse di Heusden-Destelbergen
- 1989

Criterium di Aalsmeer

## Piazzamenti

### Grandi Giri
- Tour de France

1983: 81º
1984: 107º
1985: 91º
1989: 104º
1990: 113º
1991: 144º
1992: 129º
- Vuelta a España

1987: ritirato (19ª tappa)

### Classiche monumento
- Milano-Sanremo

1983: 77º
- Giro delle Fiandre

1988: 28º
1990: 21º
1992: 114º
- Parigi-Roubaix

1983: 22º
1990: 20º
1992: 81º

### Competizioni mondiali
- Campionati del mondo su strada

Altenrhein 1983 - In linea: ritirato